# Мара Кордэй
Ма́ра Ко́рдэй (англ. Mara Corday), настоящее имя — Мэрили́н Джоа́н Уоттс (англ. Marilyn Joan Watts; род. 3 января 1930, Санта-Моника, Калифорния, США) — американская актриса, фотомодель и танцовщица. Playmate журнала «Playboy» в октябре 1958 года.

## Биография
Мэрилин Джоан Уоттс родилась 3 января 1930 года в Санта-Монике (штат Калифорния, США).
В 1957 году вышла замуж за актёра Ричарда Лонга, который умер в 1974 году. У пары было трое детей.
С 1951 по 1990 год снялась в 44 фильмах и сериалах, среди которых «Тарантул» (1955) и «Чёрный скорпион» (1957).